# Кастро Майя, Мария Фернанда
Мария Фернанда Кастро Майя (исп. María Fernanda Castro Maya, род. 1992, Мехико) — мексиканская активистка за права людей с инвалидностью.

## Карьера
Из-за своей интеллектуальной инвалидности она вступила в Мексиканскую конфедерацию организаций в пользу людей с ограниченными интеллектуальными возможностями (исп. Confederación Mexicana de Organizaciones en Favor de la Persona con Discapacidad Intelectual), организацию, которая работает над гарантиями соблюдения прав людей с ограниченными возможностями при поддержке Human Rights Watch. Конфедерация, в частности, призвала все мексиканские политические партии учитывать умственную отсталость и трудности в обучении при одобрении тех или иных мер.
Мария выступает за лингвистическую доступность документов, связанных с политическими решениями, а также за инклюзивность политических партий и избирательных актов. Мария входила в состав мексиканской делегации, представившей в ООН отчёт о правах инвалидов, а с 2020 года она региональный представитель Empower Us, группы, входящей в глобальную сеть Inclusion International. Кастро также организовала онлайн-консультации по участию в политической жизни людей с интеллектуальными или психосоциальными нарушениями и модерировала панельную дискуссию на Всемирном конгрессе Inclusion International.
Она даже внесла в Парламент людей с ограниченными возможностями 2022 года предложение о внесении поправки в Гражданский кодекс Мехико — отменить требование, согласно которому взрослые с ограниченными возможностями должны иметь законного опекуна. Предложение было отправлено в Congreso de la Ciudad de México и не получило ответа.
В 2022 году она была включена в список 100 женщин BBC за защиту прав инвалидов в Мексике и борьбу за их политическое участие.